# Paz Quintana
Paz Quintana (Santiago de Chile, 22 de marzo de 1983), también conocida como Paz Gitana, es una cantautora, compositora y guitarrista chilena.

## Carrera
En 2004 formó junto a otros compañeros de la Escuela Moderna de Música la banda Tizana, y al año siguiente luego de que su vocalista principal Natalia Contesse decidiera comenzar su carrera solista, recayó en ella la responsabilidad de conducir al grupo como cantante, dado que hasta entonces se había desempñeado como guitarrista y apoyo vocal. En simultáneo, exploró en una temprana búsqueda como cantautora solitaria, con presentaciones en escenarios del undergorund y grabaciones autoproducidas de discos que quedaron dando vueltas en la red, particularmente La tejedera (2008). En 2009 lanzan el primer disco de Tizana, que contó con la contribución de Joe Vasconcellos en el sencillo La veredita alegre, que se suman al festivo Daño, y a Funeral, en un estilo de fusión latinoamericana que abarca también la nueva cumbia chilena entre otros muchos ritmos. En 2012 lanzan su segundo disco llamado La Sangre (2012) donde destacó el sencillo La palabrita, que Quintana compuso como homenaje a las víctimas del accidente en la isla Juan Fernández de septiembre del 2011. La grabación también presentó un atractivo cover de “Baño de mar a medianoche” de Cecilia Pantoja. Pese al buen nivel de rotación radial que alcanzaron sus singles, la banda se separa en 2012.
En 2013 decide radicarse en México y relanzar su carrera solista con el álbum Todos los todos que incluyó mejores producidas versiones de algunos temas de su autoproducido primer álbum además de nuevas composiciones. Con singles como la jazzy La delgada o El closet, abriendo su orientación sexual al público. También colabora en el álbum Tornasol de Mon Laferte. Luego comenzaría un período de viajes por Latinoamérica con la idea de tocar en cada rincón e ir reclutando músicos para su "banda del mundo". Bajo este proyecto adquirió la identidad de Paz Gitana. Luego de esta experiencia lanza su álbum Natural (2015), probando sonoridades cercanas al folk pop latino. En 2018 lanza su álbum Animales, y regresa a Chile para promocionar su primer single  hongos, en un estilo llamado por ella "folk electrorgánico".

## Discografía
- La tejedera (2008, autoedición)
- Tizana (2009), junto a Tizana
- La sangre (2012), junto a Tizana
- Todos los todos (2013)
- Natural (2015)
- Animales (2018)